# Паанга
Паанга (код ISO 4217 — TOP, символ — T$) — денежная единица Королевства Тонга, иногда называется «тонганский доллар» или «доллар Тонги». 1 паанга состоит из 100 сенити (центов). Официальная валюта королевства с 1967 года, когда она заменила тонганский фунт (курс обмена: 1 фунт = 2 паанга).
В обращении находятся монеты достоинством  5, 10, 20, 50 сенити и 1 паанга, а также банкноты достоинством в 2, 5, 10, 20, 50 и 100 паанг.
Курс паанга привязан к корзине валют, состоящей из австралийского и новозеландского долларов, доллара США и японской иены.

## Этимология
Паанга - тонганское название Entada phaseoloides, также называемой самшитовой фасолью или фасолью Святого Томаса, фасолевидного растения, дающего крупные стручки с крупными красновато-коричневыми семенами. Семена округлые, диаметром до 5 см и толщиной 1-2 см. Нанизанные вместе, они используются как ножные браслеты, часть танцевального костюма кайлао. Они также использовались в качестве игровых фигур в древней игре по метанию дисков, лафо.
1 декабря 1806 года тонганцы напали на проходивший мимо корабль Порт-о-Пренс недалеко от Лифуки, чтобы захватить его. Они потерпели неудачу, так как экипаж потопил судно. Вождь Хаапаи, Финауулукалала, прибегнул к следующему плану - разграбить все, что было ценного. Во время своей инспекционной поездки он нашел корабельную наличность. Не зная, что это за деньги, он принял монеты за паангу. Наконец, не увидев ничего ценного, он приказал сжечь останки корабля; сообщалось также, что большая часть экипажа была убита. Гораздо позже Уильям Маринер, единственный выживший после этого нападения, сказал ему, что эти куски металла представляли огромную ценность, а не просто игральные камни. Маринер также передал следующее высказывание Финауулукалалы, когда он начал понимать ценность этих предметов для европейских моряков:
Если бы деньги были сделаны из железа и их можно было превращать в ножи, топоры и стамески, был бы какой-то смысл придавать им ценность; но сейчас я не вижу никакого смысла. Если у мужчины больше ямса, чем он хочет, пусть он поменяет часть из них на свинину. [...] Конечно, деньги намного удобнее и сподручнее, но тогда, поскольку они не испортятся от хранения, люди будут копить их вместо того, чтобы делиться, как подобает вождю, и, таким образом, станут эгоистичными. [...] Теперь я очень хорошо понимаю, что делает папаланги [белых мужчин] такими эгоистичными – именно эти деньги!
Когда Тонга ввела десятичную валюту, она решила не называть основную единицу долларом, потому что местное слово tola, переводится как свиное рыло, мягкий конец кокосового ореха или, в просторечии, рот. Паанга, с другой стороны, переводится в деньги.

## Банкноты
В 1967 году были эмитированы банкноты достоинством 1/2, 1, 2, 5 и 10 паанга с изображением королевы Салоте Тупоу III. С 1974 года на банкнотах изображался король Тауфа'ахау Тупоу IV. Купюра 1/2 паанга выпускалась до 1983 года. В 1985 году впервые введена банкнота в 20 паанга, в 1988 году — 50 паанга. В 1995 г. вышла серия с новым дизайном банкнот достоинством 1, 2, 5, 10, 20, 50 паанга.
На аверсе банкнот весь текст напечатан на языке Тонги, в центре находится портрет короля Тауфа'ахау Тупоу IV. На реверсе текст на английском языке и изображения памятников Тонги: Хаамонга-а-Мауи Трилитон, Королевский дворец, Банк развития Тонги, Порт Вавау.
В 2008—2009 гг. эмитирована новая серия с другим дизайном банкнот (с изображением нового короля Джорджа Тупоу V) достоинством 1, 2, 5, 10, 20, 50 и 100 паанга.
В 2015 году выпущена новая серия банкнот, которая действует сейчас. Так же продолжает находиться в обращении серия 2008 года, за исключением банкноты в 1 паанг.

## Монеты
Монеты достоинством 1, 2, 5, 10, 20 и 50 сенити и 1 паанга впервые были выпущены в 1967 году. Монеты 1 и 2 сенити чеканились из бронзы с примесью мельхиора, 50 сенити и 1 паанга были выпущены ограниченной партией. Монета 1 паанга чеканилась в форме прямоугольника с закругленными краями, монета 50 сенити с 1974 г. чеканилась в форме двенадцатиугольника. На аверсах монет 1967 был отчеканен портрет королевы Салоте Тупоу III, а на реверсах — гигантские черепахи, снопы и звезды. С 1968 года на аверсах стали чеканить портрет короля Тауфа'ахау Тупоу IV в профиль, а с 1975 портрет короля Тауфа'ахау Тупоу IV в военной форме, лицом вперед, и слово TONGA. На реверсах с 1975 г. чеканились номинал монеты и надпись «Fakalahi meakai» («производить больше продуктов питания») вокруг изображения продуктовых ресурсов (коров, рыб и т. п.). В 1978 г. выпущена юбилейная серия в честь 60-летия короля Тауфа'ахау Тупоу IV. С 1981 г. выпускалась серия в честь Всемирного Дня Продовольствия (World Food Day) (дизайн итальянского скульптора Sergio Giandomemco).
Монеты в 1 и 2 сенити и 1 и 2 паанги, выпущенные до 2015 года, изъяты из обращения.

### Сенити
| Изображение | Номинал   | Год выпуска                                 | Изображение на аверсе | Изображение на реверсе |
| ----------- | --------- | ------------------------------------------- | --- | --- |
|             | 1 сенити  | 1967, 1968—1974, 1975—1980, 1981—2005       | с 1967: год чеканки, портрет и имя королевы Салоте Тупоу III, с 1968: год чеканки, портрет короля Тауфа’ахау Тупоу IV в профиль. С 1975: в центре початок кукурузы, внизу год чеканки, вверху слово TONGA. | с 1967 гигантская черепаха и номинал. В 1975—1980 в центре свинья, вверху надпись «Fakalahi meakai» («производить больше продуктов питания»), внизу номинал. В 1981—2005 вместо свиньи культурное растение. |
|             | 2 сенити  | 1967, 1968—1974, 1975—1980, 1981—2005       | с 1967: год чеканки, портрет и имя королевы Салоте Тупоу III, с 1968: год чеканки, имя и портрет короля Тауфа’ахау Тупоу IV в профиль, с 1975: внизу год чеканки, по кругу надписи PLANNED FAMILIES и FOOD FOR ALL, в центре шестиконечная звезда с соединёнными лучами. | в 1967—1974: гигантская черепаха, внизу номинал, в 1975—1980: вверху слово TONGA, внизу номинал, в центре два бахчевых плода. С 1981: вверху слово TONGA, внизу номинал, в центре культурные растения. |
|             | 5 сенити  | 1967, 1968—1974, 1975—1980, 1981—2005       | с 1967: год чеканки, портрет и имя королевы Салоте Тупоу III, с 1968: год чеканки, имя и портрет короля Тауфа’ахау Тупоу IV в профиль, В 1975—2005: год чеканки, курица с четырьмя цыплятами и слово TONGA. | с 1967: в центре цифра 5, внизу слово SENITI, вверху слово TONGA, по бокам лавровые ветви; с 1975 сверху надпись «Fakalahi meakai» («производить больше продуктов питания»), в центре большая связка бананов, внизу номинал. В 1981—2005 в центре изображение кокосов, сверху надпись «Fakalahi meakai», внизу номинал.                                      |
|             | 10 сенити | 1967, 1968—1974, 1975—1980, 1981—2005       | с 1967: год чеканки, портрет и имя королевы Салоте Тупоу III, в 1968—1974: год чеканки, имя и портрет короля Тауфа’ахау Тупоу IV в профиль, с 1975: портрет короля Тауфа’ахау Тупоу IV в военной форме, лицом вперед, внизу год чеканки и слово TONGA, вверху слово F.A.O. | с 1967: в центре цифра 10, внизу слово SENITI, вверху слово TONGA, по бокам лавровые ветви; с 1975 в центре стадо коров, вверху надпись «Fakalahi meakai» («производить больше продуктов питания») и номинал внизу. C 1981 вместо коров связка бананов на пальме.                                                                                            |
|             | 20 сенити | 1967, 1967, 1968—1974, 1975—1980, 1981—2005 | с 1967: год чеканки, портрет и имя королевы Салоте Тупоу III, затем в центре профиль короля Тауфа’ахау Тупоу IV, под профилем по окружности имя короля, над профилем по окружности текст CORONATION 4-th JULY 1967; с 1968: год чеканки, имя и портрет короля Тауфа’ахау Тупоу IV в профиль, с 1975: портрет короля Тауфа’ахау Тупоу IV в военной форме, лицом вперед, внизу год чеканки и слово TONGA, вверху слово F.A.O. | c 1967: вверху номинал, внизу слово TONGA, в центре государственный герб; с 1975: сверху надпись «Fakalahi meakai» («производить больше продуктов питания»), внизу номинал, в центре улей, вокруг которого пчёлы. C 1981: сверху надпись «Fakalahi meakai» («производить больше продуктов питания»), внизу номинал, в центре три плода культурного растения. |
|             | 50 сенити | 1967, 1968—1974, 1975—1980, 1981—2005       | с 1967: год чеканки, портрет и имя королевы Салоте Тупоу III, затем в центре профиль короля Тауфа’ахау Тупоу IV, под профилем по окружности имя короля, над профилем по окружности текст CORONATION 4-th JULY 1967; с 1968: год чеканки, имя и портрет короля Тауфа’ахау Тупоу IV в профиль; с 1975: портрет короля Тауфа’ахау Тупоу IV в военной форме, лицом вперед, внизу год чеканки и слово TONGA, вверху слово F.A.O. | с 1967: вверху номинал, внизу слово TONGA, в центре государственный герб; с 1975 спираль из рыб, надпись «Fakalahi meakai» («производить больше продуктов питания») и номинал, c 1981 года вместо спирали изображены три помидора. |

### Паанга
| Изображение | Номинал  | Год выпуска | Изображение на аверсе | Изображение на реверсе |
| ----------- | -------- | ----------- | --- | --- |
|             | 1 паанга | 1967        | внизу год чеканки, вверху имя, а в центре профиль королевы Салоте Тупоу III | Вверху слово PA’ANGA, внизу — TONGA, в центре государственный герб |
|             | 1 паанга | 1967        | в центре профиль короля Тауфа’ахау Тупоу IV, под профилем по окружности имя короля, над профилем по окружности текст CORONATION 4-th JULY 1967 | Вверху слово PA’ANGA, внизу — TONGA, в центре государственный герб. |
|             | 1 паанга | 1968—1974   | Внизу год чеканки, вверху имя, а в центре профиль короля Тауфа’ахау Тупоу IV. В 1969 в честь открытия залежей нефти по бокам от года чеканки мелким контррельефом: нефтяная вышка, 1969, OIL SEARCH. В 1970 слева от года чеканки мелким контррельефом: Commonwealth Member 1970 | Вверху слово PA’ANGA, внизу — TONGA, в центре государственный герб. |
|             | 1 паанга | 1975—1977   | год чеканки, портрет короля Тауфа’ахау Тупоу IV в военной форме, лицом вперед, слово TONGA, дважды слово PAANGA. | по бокам дважды слово PAANGA, пальмовая роща в центре, вверху надпись F.A.O. |
|             | 1 паанга | 1978        | год чеканки, слово TONGA, портрет короля Тауфа’ахау Тупоу IV в военной форме, лицом вперед, годы 1918 и 1978 и надпись DIAMOND BIRTHDAY. | по бокам дважды слово PAANGA, пальмовая роща в центре, вверху надпись F.A.O. |
|             | 1 паанга | 1979        | год чеканки, слово TONGA, портрет короля Тауфа’ахау Тупоу IV в военной форме, лицом вперед, дважды годы 1969 и 1979 и надпись DECADE OF PROGRESS. | дважды слово PAANGA, пальмовая роща в центре, вверху надпись F.A.O. TECHNICAL COOPERATION PROGRAMME |
|             | 1 паанга | 1980        | по бокам дважды слово PAANGA, внизу слово TONGA и год чеканки, портрет королевы Салоте Тупоу III. | вверху слово F.A.O., внизу фраза RURAL WOMEN’S ADVANCEMENT, в центре женщина возле хижины раскрашивает циновку.                                                                                             |
|             | 2 паанга | 1967        | в центре профиль короля Тауфа’ахау Тупоу IV, под профилем по окружности имя короля, над профилем по окружности текст CORONATION 4-th JULY 1967 | вверху слова TWO PA’ANGA, в центре государственный герб, внизу слово TONGA |
|             | 2 паанга | 1968        | внизу год чеканки, вверху имя, а в центре профиль короля Тауфа’ахау Тупоу IV | вверху слова TWO PA’ANGA, в центре государственный герб, внизу слово TONGA |
|             | 2 паанга | 1977        | год чеканки, слово TONGA, портрет короля Тауфа’ахау Тупоу IV в военной форме, лицом вперед, надпись F.A.O. | внизу номинал, вверху надпись FAKALAHI ME’AKAI («производить больше продуктов питания»), в центре изображение девяти основных источников продовольствия (корова, пальма, курица, рыба, свинья, пчела и др.) |
|             | 2 паанга | 1980        | в 1980: год чеканки, слово TONGA, портрет короля Тауфа’ахау Тупоу IV в военной форме, лицом вперед, надпись F.A.O. | в 1980: номинал, изображение кита, надпись SEA RESOURCE MANAGEMENT |